# 1,2-di-iodoetano
1,2-Diiodoetano é um derivado halogenado do etano.

## Usos
Ele é utilizado em síntese orgânica para produzir iodeto de samário (II) e iodeto de itérbio (II) em soluções de tetraidrofurano (THF) anidro:
{\displaystyle \mathrm {Sm\ +\ ICH_{2}CH_{2}I\ {\xrightarrow[{}]{THF}}\ SmI_{2}\ +\ H_{2}C=CH_{2}} }